# 張元春
張元春（1468年—？），字幼仁，江西南昌府新建縣人，明朝政治人物。

## 生平
弘治二年（1489年）己酉科江西鄉試第七十九名。弘治十五年（1502年）壬戌科進士，初授浙江绍兴府山陰縣知縣，正德三年（1508年）任滁州知州，正德十年（1515年）升廣西梧州府知府。

## 家族
曾祖張燦，良醫；祖父張升，以良醫進階修職郎；父張瑞，義官。母梅氏；繼母高氏。孫張位。